# كاتسويا تيرادا
كاتسويا تيرادا (باليابانية: 寺田克也؛ بالكانا: てらだ かつや) هو رسام توضيحي ومانغاكا ياباني، ولد في 7 ديسمبر 1963 في تامانو في اليابان.

## وصلات خارجية
- الموقع الرسمي
- كاتسويا تيرادا على موقع IMDb (الإنجليزية)
- كاتسويا تيرادا على موقع ألو سيني (الفرنسية)
- كاتسويا تيرادا على موقع أول موفي (الإنجليزية)
- كاتسويا تيرادا على موقع قاعدة بيانات الفيلم (الإنجليزية)
- كاتسويا تيرادا على موقع كينوبويسك (الروسية)